# Han Suyin
Han Suyin (pseudonym för Rosalie Matilda, född Kuanghu Chou), född 1919 i Peking, död 2 november 2012, var en engelskspråkig kinesisk författare.
Hennes far var kines, modern belgiska. Hon utbildade sig till läkare i Kina och i London och praktiserade sedan i Hongkong, Malajiska federationen och Singapore 1948-1963. Hon gifte sig 1952 med en engelsk tjänsteman.
"Genom sitt dubbla ursprung har H. lyckats förmedla kontakt mellan två vitt skilda världar. ... En svit självbiografiska böcker utspelas mot bakgrunden av Kinas utvecklingshistoria." (Litteraturhandboken, 1983)

## Böcker på svenska
- Vi gå mot soluppgången: en nutidsskildring från Kina (Destination Chungking) (översättning Hans Langlet, Hökerberg, 1943)
- Skimrande dagar (A many-splendoured thing) (översättning Jane Lundblad, Norstedt, 1953)
- ... och regnet min dryck (... and the rain my drink) (översättning Aida Törnell, Norstedt, 1955)
- Bergen äro unga (The mountain is young) (översättning Margaretha Odelberg och Aida Törnell, Norstedt, 1958)
- Kärlek: två romaner (Cast but one shadow och Winter love) (översättning Elsie och Håkan Tollet, Norstedt, 1963)
- De fyra ansiktena (The four faces) (översättning Thesy von Stedingk, Norstedt, 1964)
- Det förkrympta trädet (The crippled tree) (översättning Aida Törnell, Norstedt, 1966)
- Den förgängliga blomman (A mortal flower) (översättning Aida Törnell, Norstedt, 1967)
- Kina år 2001 (China in the year 2001) (översättning Magnus K:son Lindberg, Norstedt, 1968)
- Sommar utan fåglar (Birdless summer) (översättning Aida Törnell, Norstedt, 1969)
- Asien idag (Asia today) (översättning Magnus K:son Lindberg, PAN/Norstedt, 1970)
- Morgonens flod: Mao Tse-tung och den kinesiska revolutionen 1893-1953 (The morning deluge: Mao Tsetung and the Chinese revolution, 1893-1953) (översättning Magnus K:son Lindberg, Norstedt, 1974)
- Lhasa, den öppna staden: en resa till Tibet (Lhasa, the open city) (översättning Erik Frykman, Norstedt, 1978)
- Vinden kring tornet: Mao Tse-tung och den kinesiska revolutionen 1949-1975 (Wind in the tower, Mao Tse-tung and the Chinese revolution 1949-1975) (översättning Magnus K:son Lindberg, Norstedt, 1980)
- Mitt hus har två dörrar: Kina, självbiografi, historia (My house has two doors) (översättning Magnus K:son Lindberg, Norstedt, 1982)
- Skördetid: Kina, självbiografi, historia (My house has two doors) (översättning Magnus K:son Lindberg, Norstedt, 1983)
- Tills morgonen gryr (Till morning comes) (översättning Britt Arenander, Norstedt, 1984)
- Förtrollerskan (The enchantress) (översättning Gunnel Strömberg, Norstedt, 1987)